# Discovery Institute
Discovery Institute är en konservativ kristen tankesmedja, grundad 1990 av Bruce Chapman, George Gilder och Stephen C. Meyer. Tankesmedjan är lokaliserad i Seattle i USA. Discovery Institute är främst känt som den tyngsta förespråkaren av intelligent design, som räknas som pseudovetenskap, men de är också aktiva inom transport- och telekommunikationsfrågor. 